# Vápencové masivy Centrálního Velkého Kavkazu
Vápencové masivy Centrálního Velkého Kavkazu je název geomorfologického regionu části jižních makrosvahů Centrálního Velkého Kavkazu v Gruzii. Tento region se skládá ze šesti samostatných vápencových masivů, navzájem oddělených soutěskami řek Magana, Čanisckali, Chobi a Techuri. Tyto jednotlivé masivy jsou od západu k východu Culiši, Kvira, Gauča, Migaria, Aschi a Chvamli.

## Jednotlivé masivy
Masiv Culiši se nachází mezi soutěskami řek Enguri a Magana a zabírá plochu asi 7 km2. Vápencové vrstvy jsou silně ukloněné, povrch masivu je pokrytý lesem. Díky této terénní konfiguraci jsou v něm krasové formy reliéfu jen slabě vyvinuté.
Masiv Kvira se nachází mezi soutěskami řek Magana a Čanisckali. Na jižním úpatí masivu vyvěrají řeky Intsra a Moroža. Nejvyšším bodem je vrchol Kvira s výškou 2038 m. Povrch masivu je zkrasovělý, nad hranicí lesa ve výšce 1700 m jsou dobře vyvinuty závrty a suchá údolí. Je zde i několik prozkoumaných jeskyň a propastí s bohatou krápníkovou výzdobou.
Masiv Gauča se nachází mezi soutěskami řek Čanisckali a Chobi. Ze všech uvedených masivů je nejnižší a nejmenší, je jen asi 3–4 km dlouhý a 1–2 km široký. Vápence tohoto masivu jsou spodně-křídového stáří. Málo vyvinuté krasové tvary tvoří suché rokle nebo závrty.
Masiv Migaria se nachází mezi soutěskami řek Chobi a Techuri. Táhne se ve východozápadním směru v délce asi 17 km a jeho nejvyšším bodem je hora Migaria s výškou 2025 m, na západ od ní je pak vrchol Džvari (1838 m). Ze severu a východu je ohraničen 200–400 m vysokými skalními útesy, nazývanými Skály Lekari. Vrchní část masivu je tvořena spodně křídovými vápenci (stupeň Urgon), tvořícími synklinální strukturu, ve které je vyvinuto Migarské komplexní polje ve výšce 1000–1100 m. V západní části daného polje je propast Cipuria, jejíž mikroreliéf je pokryt závrty, roklemi a šachtovými jeskyněmi, z nichž některé jsou vyplněny ledem. Dále je tato část masivu Migaria pokryta závrty a škrapy, porostlými kolchidskými lesy. Jižní část masivu je tvořená monoklinálním svahem tvořeným svchně křídovými vápenci, opět zkrasovělými. Na dvou lokalitách masivu roste endemická a ohrožená bříza betula megrelica.
Masiv Aschi je plošně nejrozsáhlejší a nejkomplexnější vápencový masiv v Gruzii. Je protažen zhruba 20–21 km v poledníkovém i rovnoběžkovém směru, ohraničen je řekami Techuri a Cchenisckali. Nejvyšším bodem je vrchol Gadrekili s výškou 2520 m. Ze severu a východu ohraničují masiv 300–500 m vysoké skalní stěny. Masiv zahrnuje vysokohorský a středohorský kras, krasová plató, kaňony. Vysokohorský kras je vytvořen v urgonských vápencích (spodní křída), a tvoří jej Kvibijská synklinála a hřeben Opicare. Krasový mikroreliéf Kvibijské synklinály tvoří velké množství závrtů a škrapů, srážkové vody jsou odvodňovány krasovým podzemím a tvoří na západních svazích řadu vyvěraček. Dále na jih se nachází plató Maidani tvořené horizontálními vápencovými vrstvami s množstvím hlubokých krasových forem. Na okrajích tohoto plató je opět řada krasových vyvěraček.   Na jeho jihovýchodě je vyvonuto polje Turchu, hluboké 80–150 m pod okolním terénem, s délkou 3 km a šířkou 2 km.
Masiv Chvamli se nachází mezi soutěskami řek Cchenisckali a Rioni. Je dlouhý 11–12 km a široký okolo 7 km. Jeho nejvyšším vrcholem je Chvamli s výškou 2001 m. Masiv má monoklinální strukturu tvořenou urgonskými vápenci. Údolí Lachepisgele, hluboké 200–250 m, jej rozděluje na dvě kuesty. Jižní okraje masivu jsou ohraničeny 300–500 m vysokými skalními útesy spadajícími do masivu Okriba tvořeného bajokskými porfyrity. V těchto útesech je řada jeskyní, ve kterých gruzínští králové ukrývali své bohatství.

## Galerie

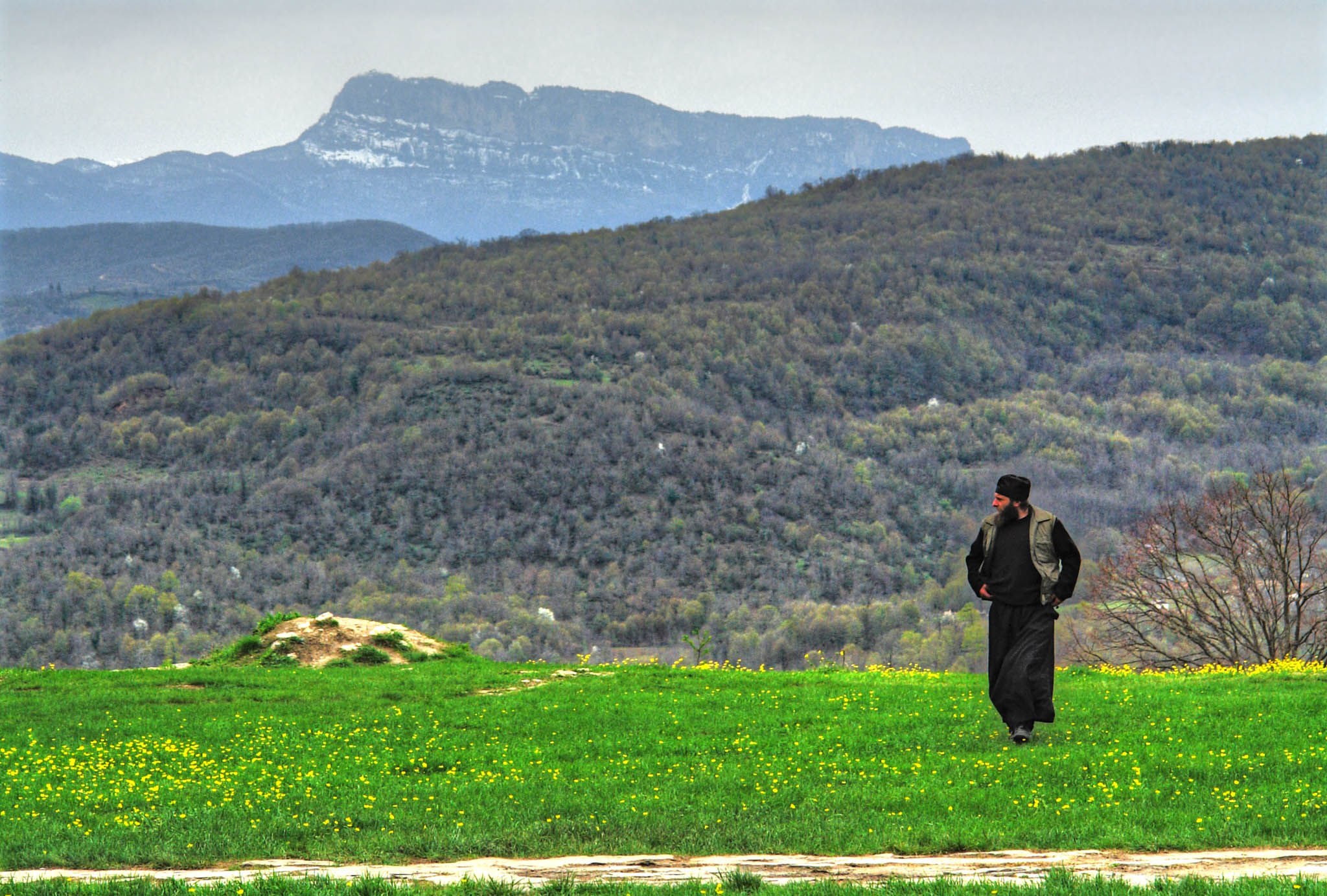
Pohled na masiv Chvamli od kláštera Gelati
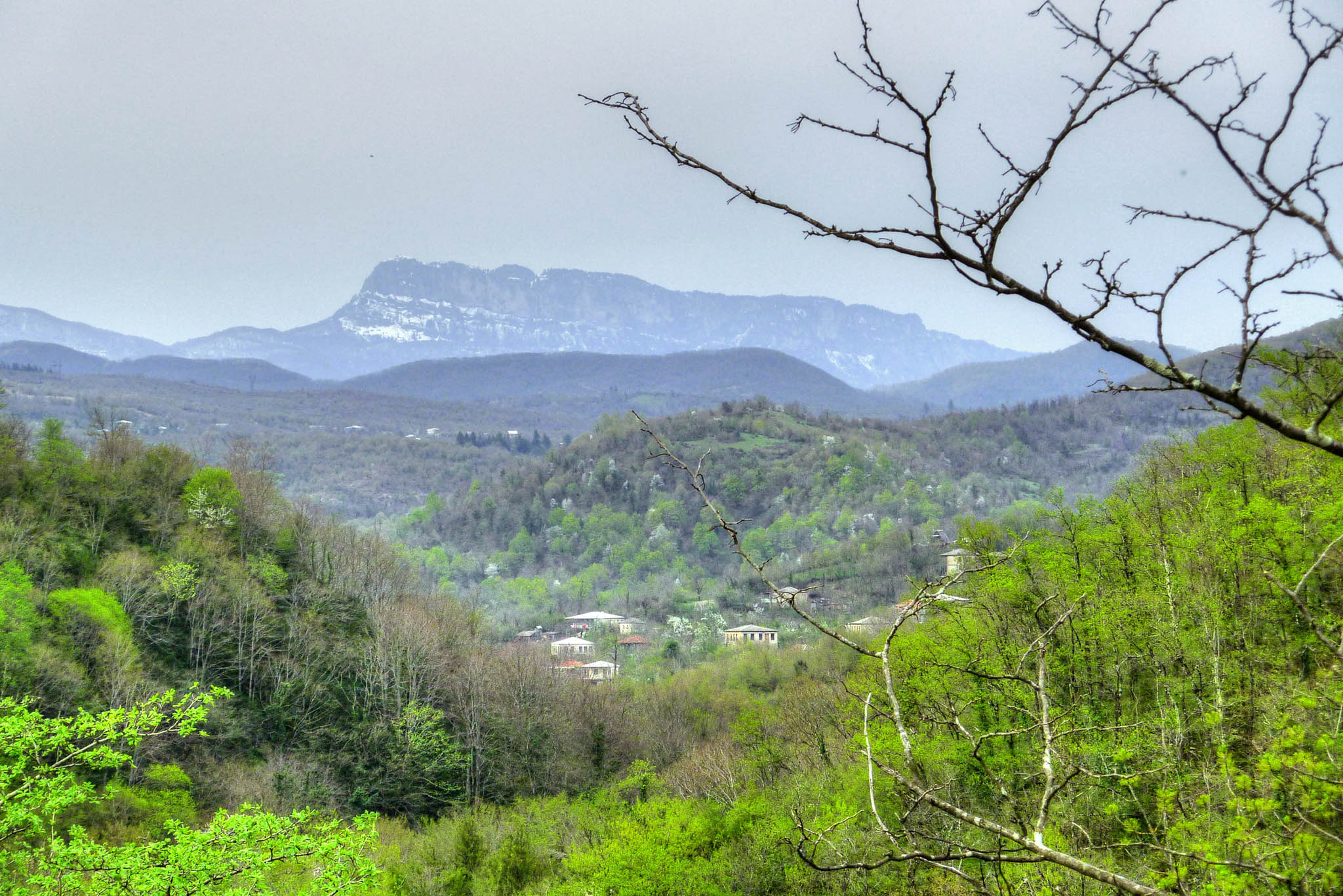
Pohled na masiv Chvamli
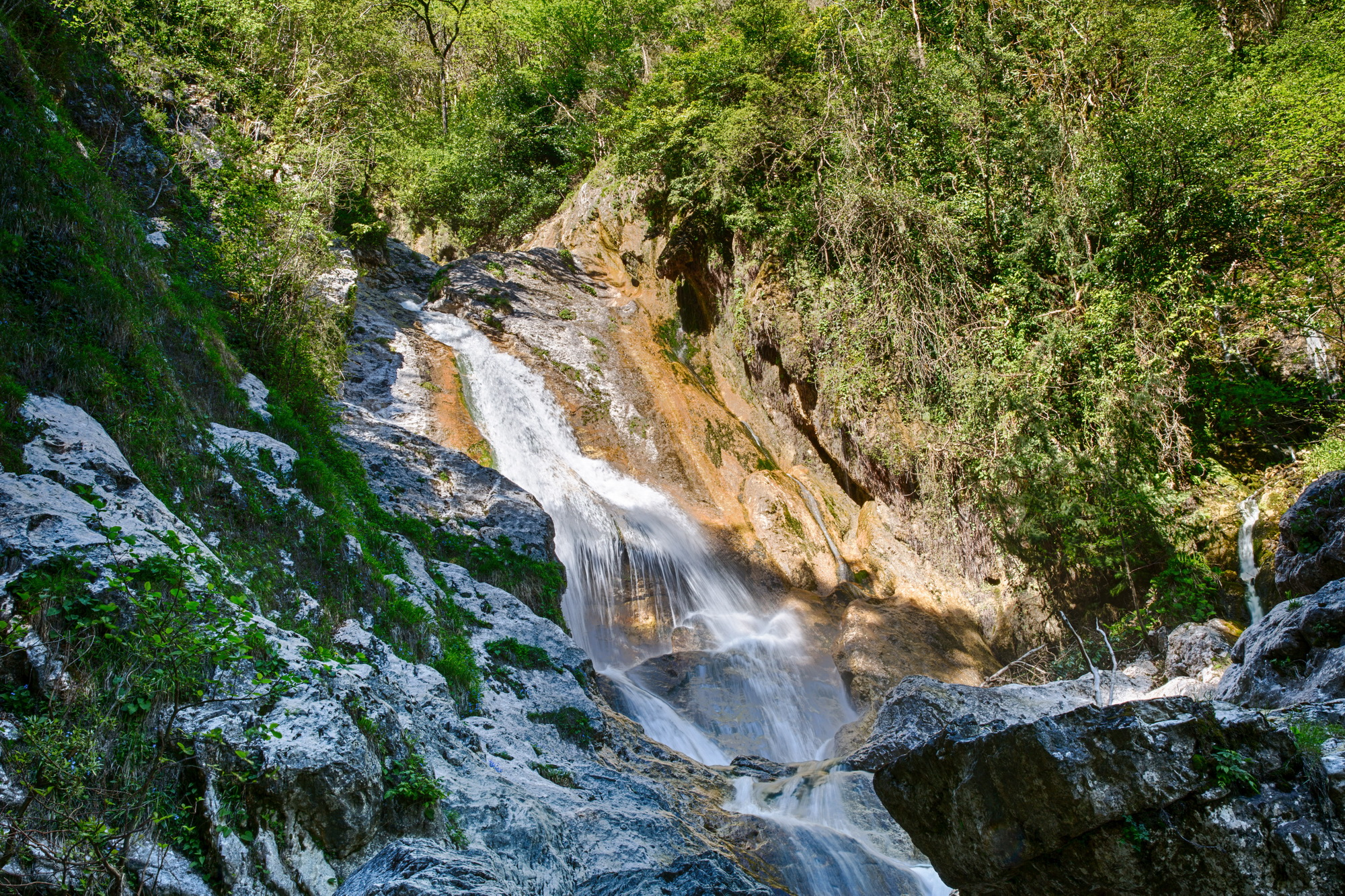
Vodopád Očchomuri v masivu Migaria
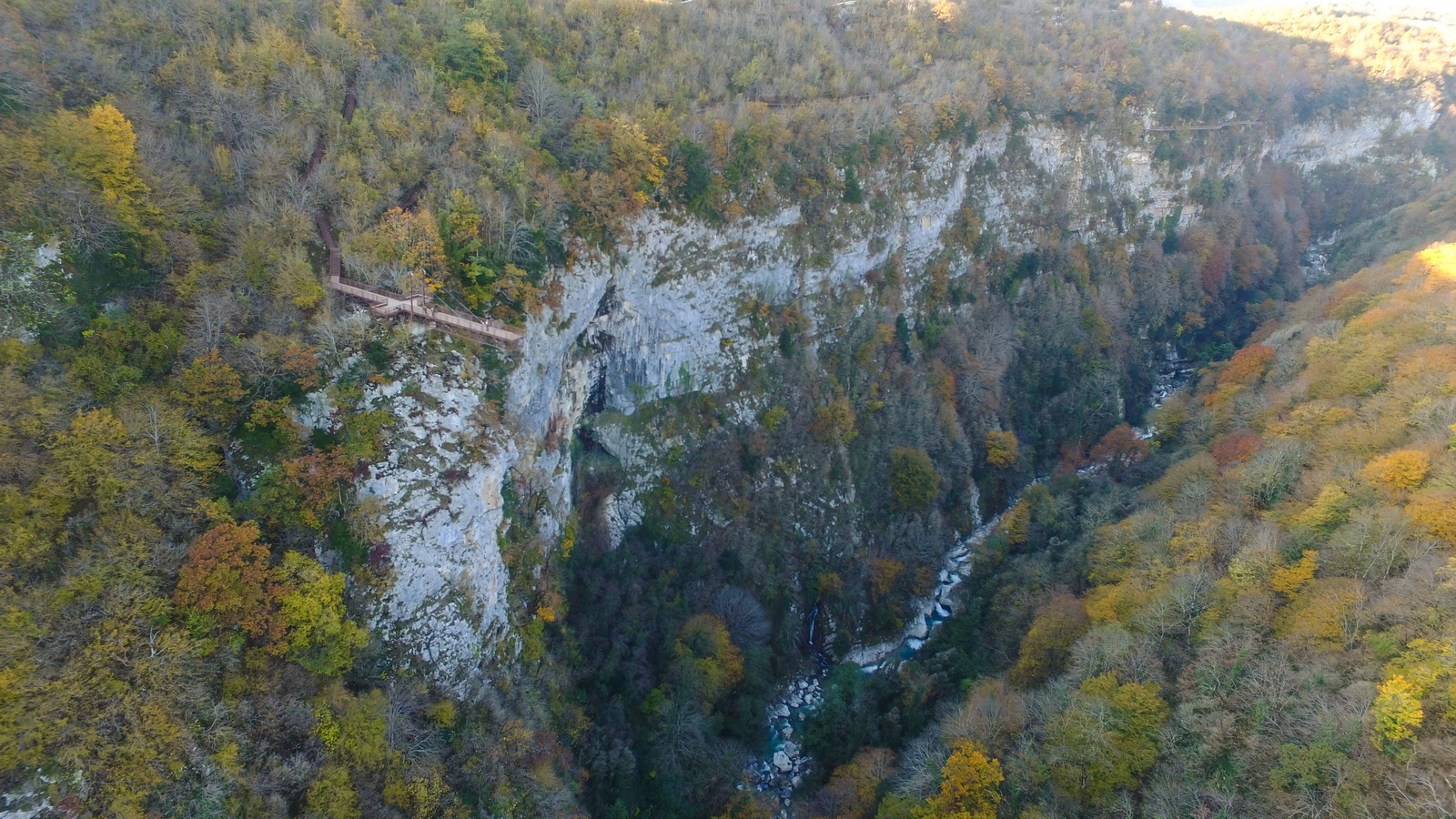
Kaňon Okace v masivu Aschi
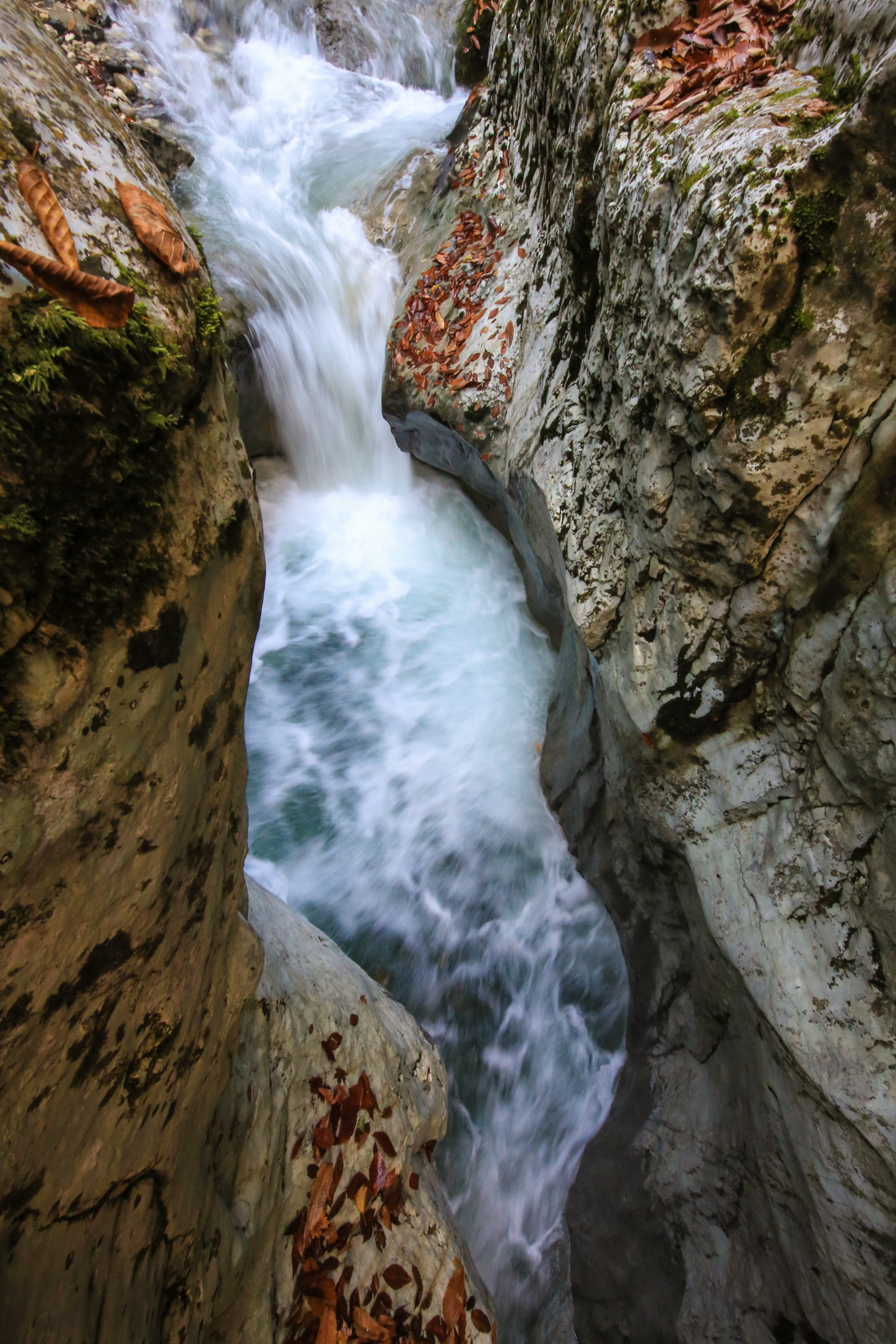
Kaňon Okace v masivu Aschi
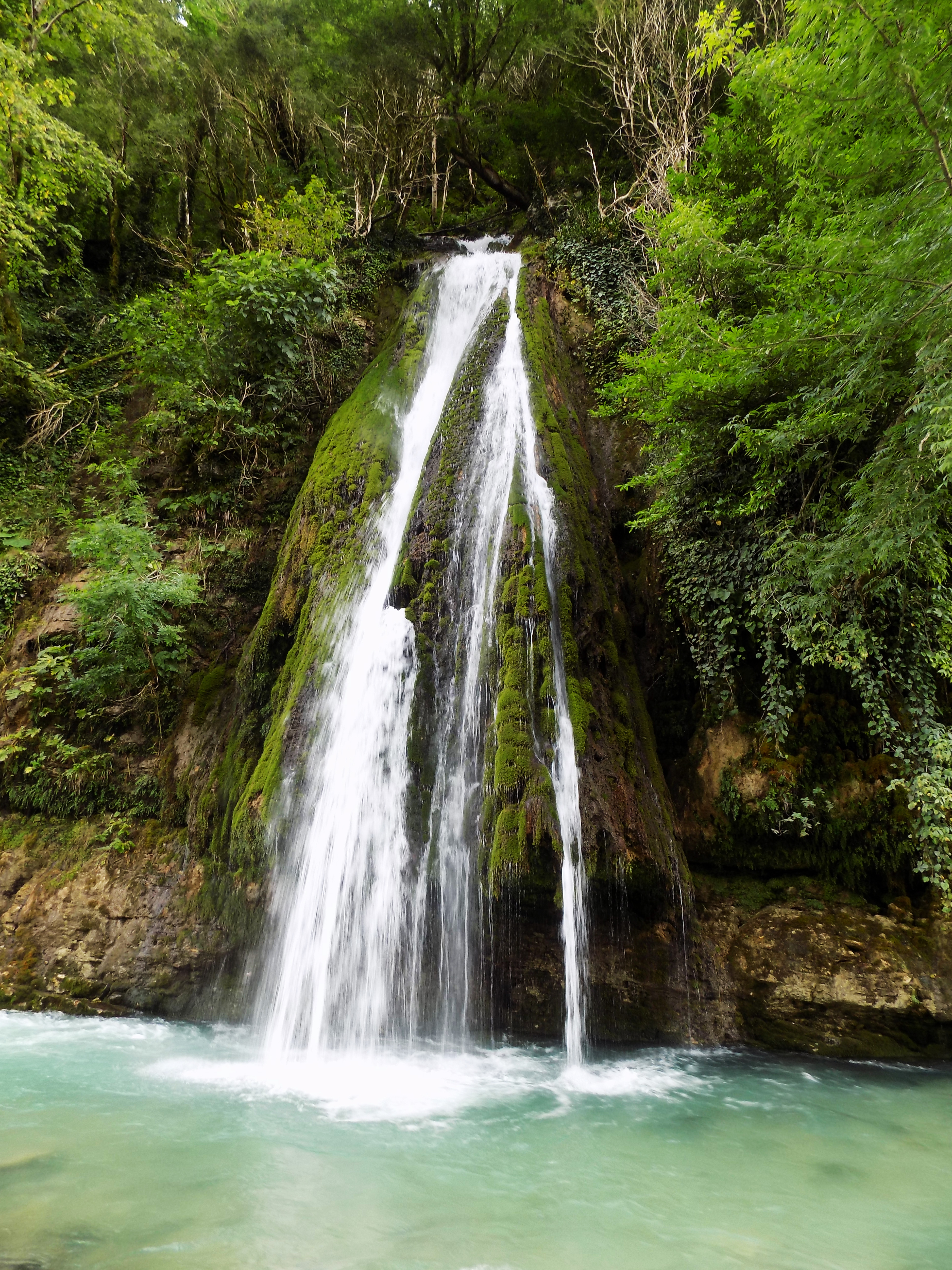
Vodopád řeky Abaša v masivu Aschi
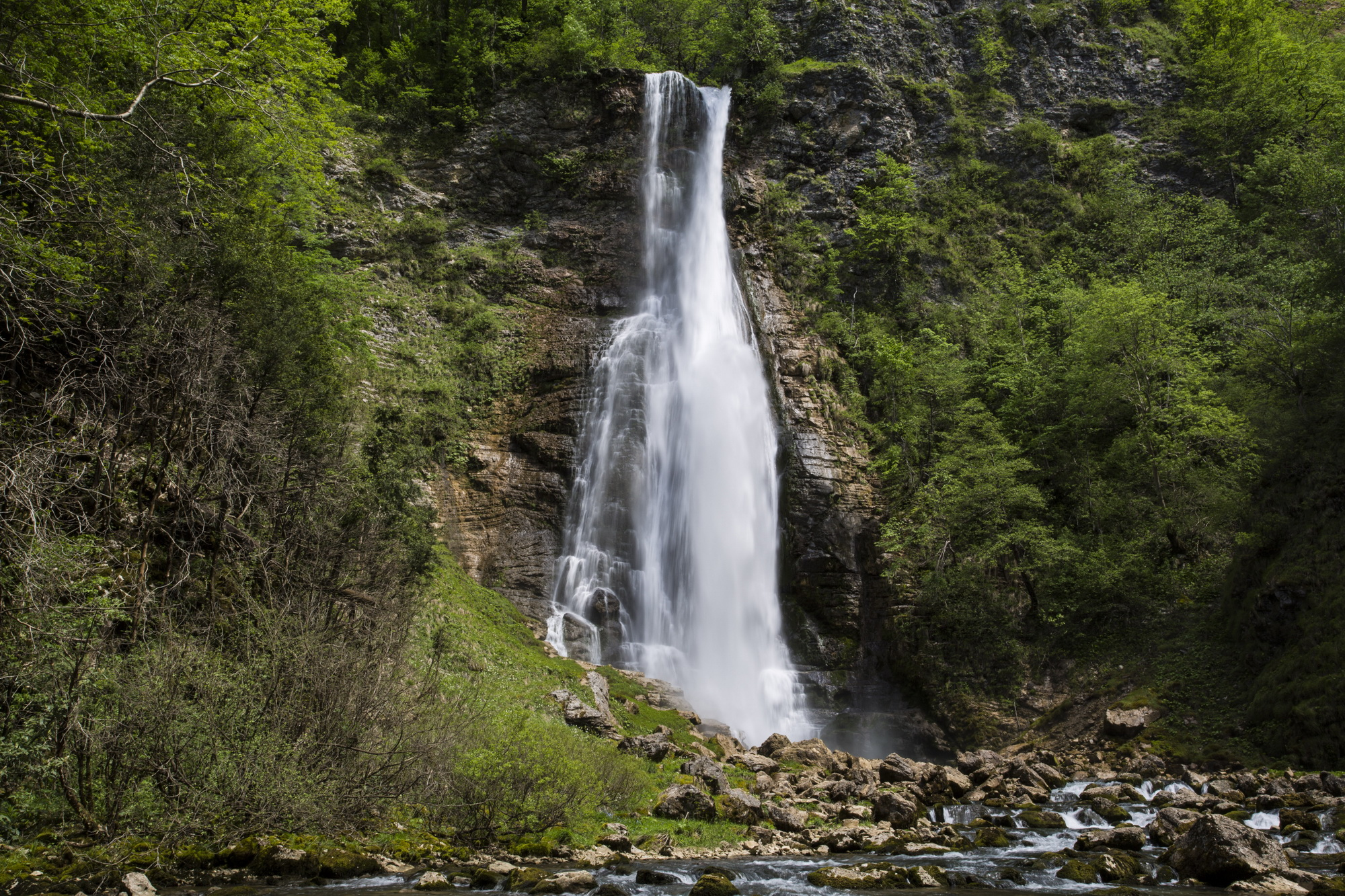
Vodopád Oniore v masivu Aschi
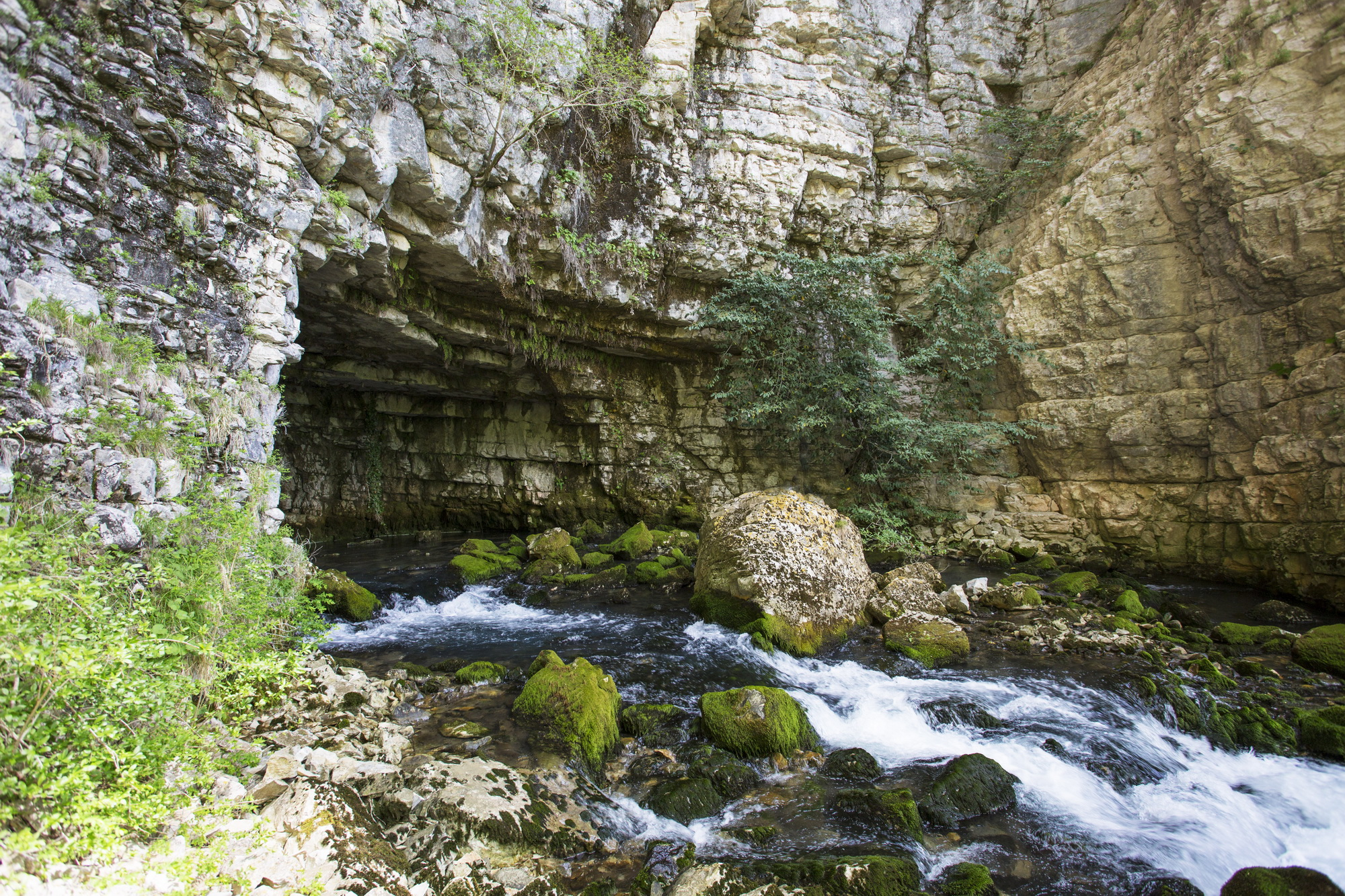
vyvěračka jeskyně Toba Pirveli v masivu Aschi